# Schronisko na Przełęczy Beskid
Schronisko UWFiPW na Przełęczy Beskid – nieistniejące obecnie schronisko turystyczne położone na wysokości 850 m n.p.m., na północny wschód od Przełęczy Beskid (980 m n.p.m.) w Bieszczadach Wschodnich, ponad wsią Oporzec.

Brak jest informacji o dokładnej dacie powstania schroniska, na pewno istniało w 1937 roku. Prowadzone było przez Okręgowy  Urząd Wychowania Fizycznego i Przysposobienia Wojskowego we Lwowie. Oferowało 80 miejsc noclegowych.

## Szlaki turystyczne w 1936
Na Przełęcz Beskid prowadziły następujące szlaki turystyczne:
- z Ławocznego przez Jawornik Wielki (1122 m n.p.m.),
- z Klimca przez Wołków Czerteż (1077 m n.p.m.), Berdo (1199 m n.p.m.) i Jawornik Wielki,
- na Jawornik Mały (1018 m n.p.m.) i dalej do Ławocznego, do Sławska przez Ilzę (1086 m n.p.m.) lub na Czarną Repę (1288 m n.p.m.).